# Schleswig-Holstein-Sonderburg-Plön-Rethwisch
La linea ducale di Schleswig-Holstein-Sonderburg-Plön-Rethwisch discendeva dalla linea di Schleswig-Holstein-Sonderburg-Plön. Essa fu fondata da Joachim Ernest II (nato il 5 ottobre 1637; morto il 5 ottobre 1700) che come terzo figlio del Duca di Plön, Joachim Ernest, ricevette in eredità il possedimento di Rethwisch a Stormarn. Fu un generale della casa reale spagnola nei Paesi Bassi e divenne cattolico romano nel 1673.
La linea pretese il dominio di Plön; la richiesta fu respinta dal re di Danimarca. John Ernest Ferdinand (nato il 4 dicembre 1684; morto il 21 maggio 1729) si appellò alla  Corte Suprema e la richiesta fu accolta. Egli morì senza lasciare discendenti viventi. 

## Elenco dei duchi
| Regno     | Nome                  | Note                   |
| --------- | --------------------- | ---------------------- |
| 1671-1700 | Joachim Ernest II     | Fondatore della stirpe |
| 1700-1729 | John Ernest Ferdinand | figlio                 |

## Fonti
- (DE)  Schleswig-holsteinische Blätter für 1835-[40]